# Relief ruiniforme

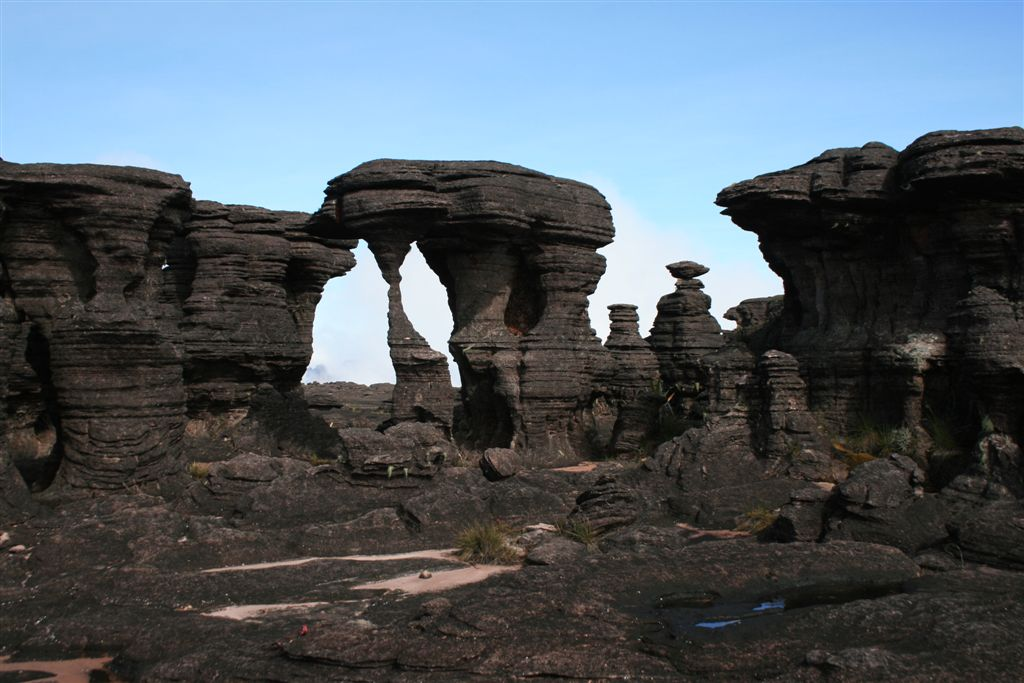
Paysage ruiniforme de karst sur le mont Roraima au Venezuela.

Un relief ruiniforme est un relief d'érosion qui produit des formes rocheuses faisant penser par anthropocentrisme à des ruines. De tels paysages se rencontrent avec les chaos, cheminées de fées, badlands, karsts, lapiaz, tsingys, pinacles, stacks, etc.

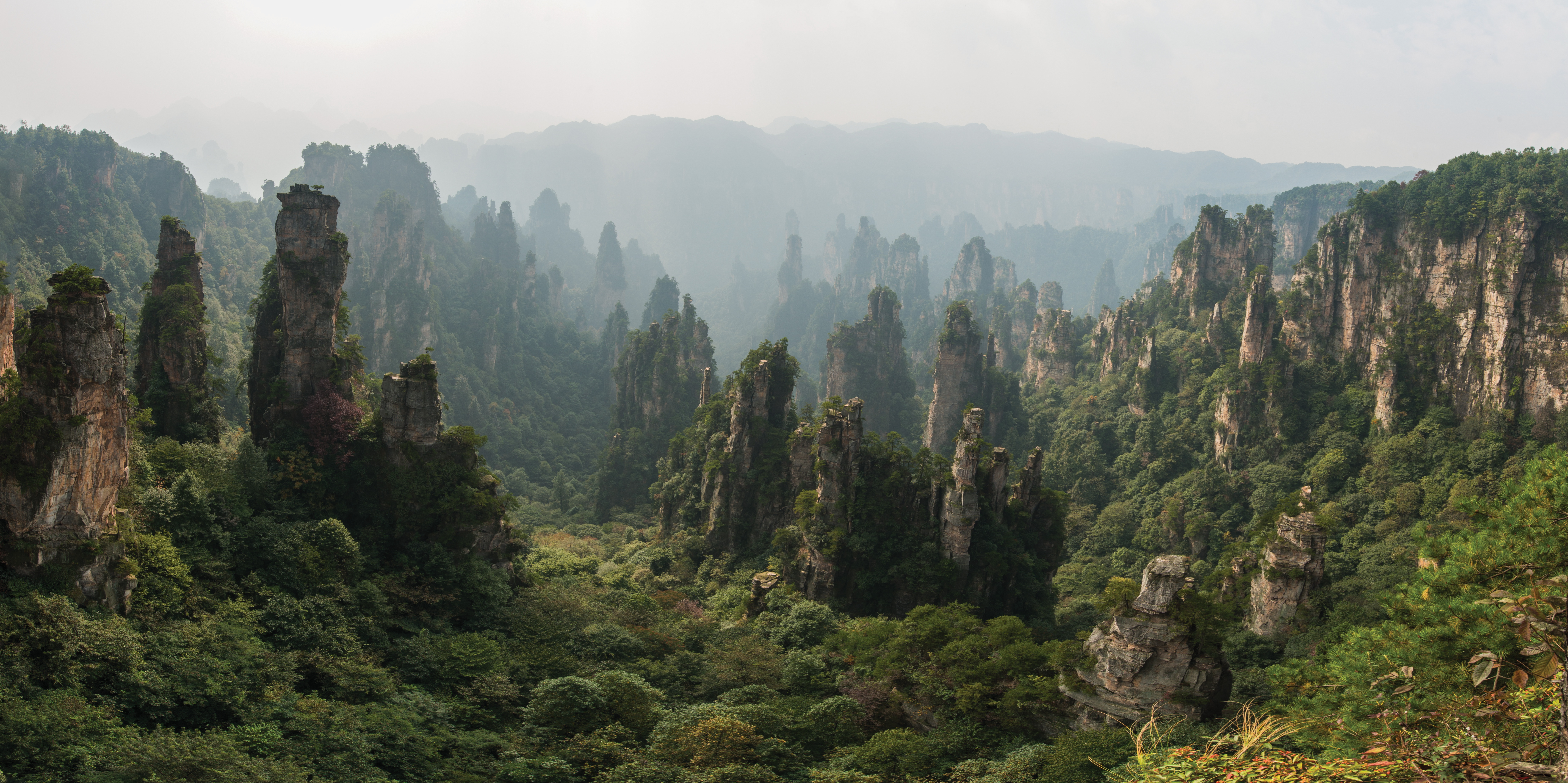
Paysage ruiniforme formé de pinacles dans le parc forestier national de Zhangjiajie en Chine.